# Margotia laserpitioides
Margotia laserpitioides är en flockblommig växtart som beskrevs av Pierre Edmond Boissier. Margotia laserpitioides ingår i släktet Margotia och familjen flockblommiga växter. Inga underarter finns listade i Catalogue of Life.